# Intercontinental Broadcasting Corporation
Intercontinental Broadcasting Corporation (IBC) est une chaîne de télévision philippine fondée en 1960.